# Поликастано
Поликастано (грч. Πολυκάστανο) је насељено место у општини Горуша у периферији Западна Македонија, Грчка. Према попису из 2021. године било је 64 становника.
Према бугарском географу и историчару, Василу Канчову, у Поликастану је 1900. године живело 250 Грка. Поликастано се налази у области Населица, која је некада била насељена словенским становништвом које је касније хеленизовано. Село се раније звало Клепеше.